# جورج بارلو، بارونت اول

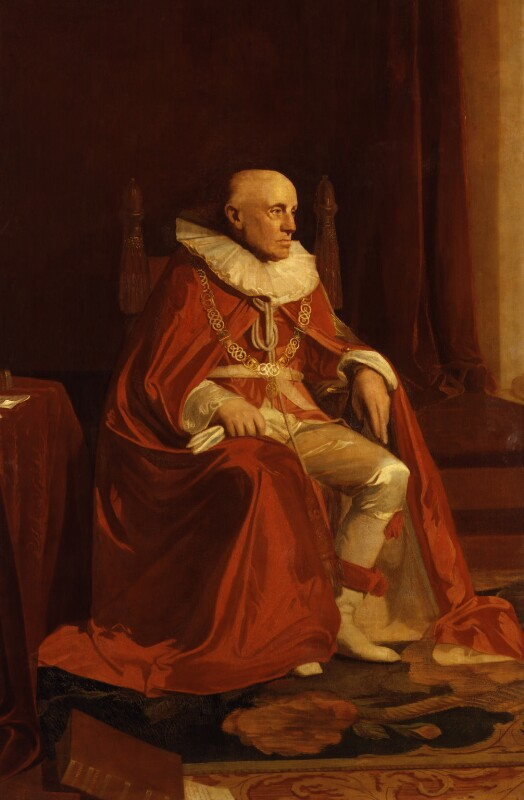
جورج هیلارو بارلو، بارونت اول

جورج هیلارو بارلو، بارونت اول، (به انگلیسی: Sir George Barlow, 1st Baronet) (۲۰ ژانویه ۱۷۶۳ – ۱۸ دسامبر ۱۸۴۶)؛ وی از زمان مرگ لرد کورنوالیس در سال ۱۸۰۵ تا زمان ورود لرد مینتو در سال ۱۸۰۷ به عنوان سرپرست فرمانداری کل هند خدمت کرد.